# Elizabeth Gutiérrez
Elizabeth Gutiérrez (Los Angeles, Califòrnia, 1 d'abril de 1979) és una actriu estatunidenca d'ascendència mexicana, coneguda per la seva participació en telenovel·les, particularment a "El rostro de Analía" i per la seva relació amb l'actor William Levy amb qui té un fill anomenat Christoper Alexander, nascut el març de 2006 i una filla nascuda a març de 2010.

## Biografia
Elizabeth és de pares mexicans (el seu pare és de Jalisco i la seva mare de Durango). Elizabeth és la menor de sis germanes i un germà. Quan tenia cinc anys va anar a Jalisco on va estudiar en una escola de monges, i als deu anys va tornar amb la seva família als Estats Units.
Va iniciar la seva carrera en el reality show "Protagonistas de novela" l'any 2003. La seva carrera com a actriu va començar l'any 2005 amb la telenovel·la "Olvidarte jamás" de Venevisión International en la qual va interpretar a Isabella, el personatge antagònic de la història. Durant el 2006 i 2007 va participar en la telenovel·la "Acorralada" d'Univisión en la qual va fer el paper de Paola Irazabal, germana de David Zepeda i William Levy en la història.
També ha participat en les novel·les Amor comprado amb José Angel Llamas i Zully Montero en la qual va tenir el seu primer paper protagonista i "El rostro de Analía" (2008), on va interpretar dos personatges, aquesta última transmesa a Mèxic per Televisa i co-protagonitzada per l'actor argentí Martín Karpan. El 2009 va treballar en la nova versió de "Corazón salvaje" per Televisa a Mèxic. En aquesta telenovel·la interpreta Rossenda, un dels personatges antagònics de la història al costat d'Aracely Arámbula entre d'altres. El 2010 va treballar en la telenovel·la per Telemundo "El fantasma de Elena" al costat de Segundo Cernadas.

### Telenovel·les
- El Rostro de la Venganza (2012) ... Mariana San Lucas
- El fantasma de Elena (2010/2011) ... Elena Lafé
- Corazón salvaje (2009/2010) ... Rosenda
- El rostro de Analía (2008/2009) ... Ana Lucía Moncada / Mariana Andrade de Montiel
- Amor comprado (2007/2008) ... Mariana
- Isla Paraíso (2009) [Mini-Novel·la només en línia, Venevision]
- Acorralada (2006/2007) ... Paola Irazabal
- Olvidarte jamás (2005) ... Isabella

## Premis i reconeixements
- 2011: La revista People en castellà la va nomenar com una de "Els 50 més bells".